# Messaoud Aït Abderrahmane
Messaoud Aït Abderrahmane (ar. مسعود آيت عبد الرحمن; ur. 6 listopada 1970 w Mustaghanimie) – algierski piłkarz grający na pozycji obrońcy. W swojej karierze rozegrał 6 meczów w reprezentacji Algierii.

## Kariera klubowa
Swoją karierę piłkarską Aït Abderrahmane rozpoczął w klubie JS Kabylie. W sezonie 1989/1990 zadebiutował w jego barwach w pierwszej lidze algierskiej. Wywalczył z nim dwa mistrzostwa Algierii w sezonach 1989/1990 i 1994/1995 oraz zdobył dwa Puchary Algierii w sezonach 1991/1992 i 1993/1994 i Puchar Mistrzów w 1990 roku.
W 1995 roku Aït Abderrahmane przeszedł do MC Algier, w którym grał przez rok. W latach 1996–1999 był zawodnikiem MO Constantine, w którym zakończył karierę.

## Kariera reprezentacyjna
W reprezentacji Algierii Aït Abderrahmane zadebiutował 8 marca 1990 roku w wygranym 2:0 grupowym meczu Pucharu Narodów Afryki 1990 z Egiptem, rozegranym w Algierze. W tym Pucharze Narodów rozegrał jeszcze dwa mecze, półfinałowy z Senegalem (2:1) oraz finałowy z Nigerią (1:0). Z Algierią wywalczył mistrzostwo Afryki. Od 1990 do 1995 roku rozegrał w kadrze narodowej 6 meczów.